# Mỏ rộng đen đỏ
Mỏ rộng đỏ hay Mỏ rộng đen đỏ (tên khoa học Cymbirhynchus macrorhynchos) là một loài chim trong họ Eurylaimidae.
Mỏ rộng đỏ sinh sống ở Đông Nam Á.